# Afoafouvale Misimoa
Afioga Afoafouvale Misimoa, né Harry William Moors le 25 septembre 1900 aux Samoa-Occidentales et mort le 18 février 1971 à Tarawa, est un homme politique, soldat, entrepreneur et diplomate samoan, ainsi que le fondateur et premier capitaine de l'équipe des Samoa de rugby à XV.

## Biographie

### Jeunesse
Fils du colon commerçant américain Harry Jay Moors (un proche de Robert Louis Stevenson) et de l'épouse samoane de celui-ci, Harry Moors naît un an après la partition des îles Samoa entre la nouvelle colonie des Samoa allemandes à l'ouest (où il naît et grandit) et la nouvelle colonie des Samoa américaines à l'est. Ses parents l'envoient faire sa scolarité à la grammar school d'Auckland en Nouvelle-Zélande, puis il suit une formation à l'académie militaire de Belmont en Californie et étudie à l'université Stanford. Engagé dans l'armée de terre américaine, il est déployé en France vers la fin de la Première Guerre mondiale, malgré son jeune âge,.
De retour aux Samoa-Occidentales, devenues une colonie néo-zélandaises et non plus allemande à l'issue de la guerre, il travaille dans l'administration publique coloniale, puis de 1928 à 1934 il travaille pour l'entreprise de copra de son beau-frère Olaf Nelson, la figure de proue du mouvement indépendantiste mau, avant de fonder en 1934 sa propre entreprise laitière. À cette même période, « [f]ervent sportif, il fonde et organise l’Union samoane de rugby, le Club de golf d’Apia et la Commission de boxe d’Apia, aménage le premier terrain de golf du Samoa, et élargit les terrains de football d’Apia »,. Ayant fondé l'Union samoane de rugby pour que les Samoa puissent accueillir en 1924 l'équipe des Fidji de rugby à XV, il est le capitaine et l'un des troisième ligne aile de l'équipe samoane pour ce tout premier match le 18 août à Apia, perdu 0-6 par les Samoans,,,. (Il ne dispute pas la seconde rencontre le 19 septembre, et ne semble pas avoir joué à nouveau en équipe nationale.) Il devient par ailleurs le directeur de la Croix-Rouge des Samoa-Occidentales et fonde une société de prévention de la tuberculose,.
En 1938, alors que se profile une nouvelle guerre mondiale, il adhère à la Force de Défense des Samoa. Il commande ensuite le premier contingent de troupes samoanes incorporées au bataillon maori (en) de l'infanterie de la New Zealand Army. Il est ensuite chargé de réorganiser les défenses samoanes, puis devient officier instructeur dans le Corps des Marines des États-Unis, formant les soldats américains à la guerre en milieu de brousse et de jungle,.

### Carrière politique et diplomatique
Depuis l'élection en 1935 du gouvernement travailliste de Michael Savage et de Peter Fraser en Nouvelle-Zélande, les Samoa-Occidentales disposent d'une autonomie politique croissante et s'acheminent vers l'indépendance. C'est dans ce contexte que Harry Moors est élu à l'Assemblée législative aux élections législatives samoanes de 1951 (en), remportant l'un des sièges réservés aux personnes dites « européennes », c'est-à-dire principalement les métis mais aussi les quelques colons blancs ou asiatiques. Très aisément réélu en 1954, il est nommé membre du Conseil exécutif de la colonie, et est fait ministre des Travaux publics en 1956 dans le premier gouvernement autonome issu de ces élections. 
Battu aux élections législatives de 1957, il renonce à son statut d'« Européen » et se dote d'un nom samoan, « Afoafouvale Misimoa ». Ayant obtenu le titre de matai (chef coutumier) « Afioga », indispensable pour avoir le droit de vote en qualité d'autochtone, il remporte la circonscription autochtone de Palauli-ouest aux élections législatives de 1961 (en), devançant de seulement quatre voix le député sortant et ancien ministre de l'Agriculture Tualaulelei Mauri,. Réélu aux élections de 1964 (en) après l'indépendance du pays en 1962, cette fois comme député de Palauli-est, il préside la commission parlementaire aux comptes publics, et crée la surprise en étant battu aux élections de 1967 (en),.
En 1969, il est choisi pour être le prochain secrétaire général de la Commission du Pacifique Sud, commission internationale par laquelle les puissances coloniales en Océanie (Australie, États-Unis, France, Nouvelle-Zélande, Royaume-Uni) se concertent avec les deux seuls petits États insulaires en développement indépendants en Océanie -les Samoa et Nauru- sur le développement économique et social de leurs colonies océaniennes respectives. Succédant au Britannique Sir Gawain Bell, Afioga Afoafouvale Misimoa est la première personne issue d'une population océanienne colonisée à devenir secrétaire général de la Commission, où il est le représentant des Samoa depuis l'adhésion du pays en 1965. Il s'établit ainsi au siège de la Commission à Nouméa, et entre en fonction le 1er janvier 1970.
Treize mois plus tard, alors qu'il est en visite à la colonie britannique des îles Gilbert et Ellice, il souffre soudain de graves maux de tête après un dîner avec le gouverneur Sir John Field à Tarawa. Il est hospitalisé, et meurt quelques heures plus tard. L'Américain John de Young assure l'intérim du secrétariat général jusqu'en octobre 1971, lorsque le Samoan Fred Betham assume cette fonction.